# Сезон на покълване
Сезонът на покълване (на египетски - prt; Перет) е вторият сезон в древния Египетски календар и идва след Сезон на прилив. Дължи името си на това, че през този перид водите на река Нил се отдръпват и позволяват на египетските селяни да засеят и обработват нивите си.
Древните египтяни са използвали името на сезона както в лунния, така и в гражданския си календар. Месеците от лунния календар са почти равни на периода от средата на месец ноември до средата на месец март. Тъй като гражданския календар се е променял и е губел по един ден на всеки четири години, този сезон не винаги съвпада с днешния календар. Сезонът се състои от четири месеца с по 30 дни: Тиби, Мехир, Фаменот и Фармути.
След него настъпва Сезон на жътва.